# Mala Vyska
Mala Vyska (em ucraniano:  Мала Виска, em russo:  Ма́лая Ви́ска) é uma cidade da Ucrânia, situada no Oblast de Kirovogrado. Tem 12,1 km² de área e sua população em 2020 foi estimada em 10.260 habitantes.